# Галашени (Бихор)
Галашени (рум. Gălășeni) насеље је у Румунији у округу Бихор у општини Мађешти. Oпштина се налази на надморској висини од 461 m.

## Становништво
Према подацима из 2002. године у насељу је живело 324 становника, од којих су сви румунске националности.